# Nikolaevo, Plevna
Nikolaevo (în bulgară Николаево) este un sat în comuna Plevna, regiunea Plevna,  Bulgaria. 

## Demografie
Componența etnică a satului Nikolaevo
     Bulgari (59,91%)
     Romi (33,19%)
     Nicio identificare (6,88%)
     Altele (0%)
La recensământul din 2011, populația satului Nikolaevo era de 726 locuitori. Din punct de vedere etnic, majoritatea locuitorilor (59,91%) erau bulgari, cu o minoritate de romi (33,19%). Pentru 6,88% din locuitori nu este cunoscută apartenența etnică.